# Zorak
Zorak o Dzorak (in armeno Զորակ?) è un comune dell'Armenia di 1 860 abitanti (2008) della provincia di Ararat.